# Capcom Five
«Capcom Five» és el nom que se li va donar a un projecte que va consistir en la producció de cinc videojocs desenvolupats per Capcom, anunciats al final de 2002 i publicats a partir de març de 2003. Els directius de Capcom van donar a conèixer els videojocs just quan la consola GameCube de Nintendo fracassava en concepte de quota de mercat, amb l'objectiu d'incrementar les vendes de maquinari i fer patent que els desenvolupadors third-party recolzaven la videoconsola. Poc després de l'anunci inicial, els representants de Capcom USA van confirmar que els videojocs serien contingut exclusiu per la GameCube.
Els cinc títols són: P.N.03, un videojoc de trets en tercera persona de temàtica futurista; Viewtiful Joe, un videojoc d'acció, plataformes, i desplaçament lateral; Dead Phoenix, del gènere shoot 'em up; Resident Evil 4, un joc de trets en tercera persona de terror de supervivència; i Killer7, de acció-aventura amb elements de videojocs de trets en primera persona. Malgrat no estar relacionats entre si, van ser supervisats per Shinji Mikami –el creador de la sèrie Resident Evil– i, excepte Killer7, produïts per un equip intern de Capcom, Capcom Production Studio 4. A causa d'un malentès amb la seva empresa matriu, a través d'un comunicat de Capcom USA es va aclarir que només Resident Evil 4 mantindria la seva exclusivitat per a la videoconsola.
El desenvolupament de Dead Phoenix va ser cancel·lat i P.N.03 va ser l'únic que va prevaler com a producte exclusiu de la GameCube, malgrat haver fracassat tant a nivell comercial com entre la crítica. Viewtiful Joe i Killer7 van tenir una recepció comercial modesta però van implicar un significatiu seguiment de culte, i l'últim va impulsar la carrera del dissenyador Goichi Sua. Si bé Resident Evil 4 va gaudir de més èxit que els altres, les seves vendes en la consola de Nintendo van ser soscavades per l'anunci que una versió per a la consola PlayStation 2, de l'empresa Sony, seria distribuïda el 2005. Igual que Resident Evil 4, Viewtiful Joe va rebre una adaptació a la PlayStation 2 amb nous elements de joc. El llançament inicial de Killer7 no es va donar únicament en la consola de Nintendo, sinó que el joc va debutar en múltiples plataformes. Després del llançament de la Nintendo 64 el 1996, els executius de Nintendo han trobat difícil l'atreure equips de desenvolupament third-party de la talla de Capcom perquè produeixin videojocs en els seus sistemes. Alguns analistes de la indústria afirmen que el cas «Capcom Five» –especialment el fet que Resident Evil 4 perdés la seva exclusivitat per la GameCube– va repercutir negativament en les relacions entre Nintendo i Capcom i que va suposar un fracàs per Nintendo doncs no va rebre suport d'empreses externes mentre la plataforma va estar al mercat.

## Rerefons
En l'època en la qual les consoles Nintendo Entertainment System (NES) i Super Nintendo (SNES) s'oferien al mercat, les companyies Nintendo i Capcom van mantenir una estreta relació. Arran d'aquest vincle Mega Man, una sèrie creada per Capcom, es perfilava com una de les franquícies més destacades de la NES. La proximitat en la qual es trobaven ambdues empreses es va deure en part al monopoli de Nintendo sobre el mercat de les consoles de videojocs, la qual cosa va portar als desenvolupadors third-party a publicar contingut exclusiu per a les seves plataformes.
Els executius de Nintendo es van veure obligats a disminuir algunes restriccions que l'empresa havia aplicat a third parties respecte al seu sistema SNES després de l'aparició d'un rival al mercat, Mega Drive de l'empresa Sega. Per Nintendo les relacions amb els productors third-party van començar decaure quan la companyia es va inclinar per conservar el format de cartutxos per als jocs de la Nintendo 64, a diferència de Sony, que va emprar el CD-ROM pel seu programari. A causa que implicava alts costos de manufactura i molts límits de capacitat de memòria en els cartutxos, diverses third parties –incloent a Capcom– es van enfocar en la PlayStation per donar lloc a noves franquícies, així com Resident Evil. En aquesta consola, els desenvolupadors serien capaços de crear jocs d'una talla major al no restringir-se en ordenar la fabricació de cartutxos a través de Nintendo, la qual cosa conduiria a la poca venda de productes o en tot cas a la seva saturació. El fet que moltes empreses externes no produïssin jocs per a la plataforma de l'empresa nipona va permetre que la PlayStation desbanqués a la Nintendo 64 durant la cinquena generació de consoles.
| «                              | Pel creixement de la indústria dels videojocs. Per GameCube. Aquestes paraules descriuen els nostres pensaments inicials. En una indústria on es crea per sorprendre i entretenir, no perceben una sensació de crisi sobre la falta d'expectació i noves experiències?. Creiem que aquesta falta d'emoció és la nostra culpa, dels propis desenvolupadors. Per la mateixa raó, pensem que és la nostra responsabilitat crear alguna cosa que sigui "mereixedor de veure's" per a l'usuari. En un mercat que s'ha convertit en prosaic i dependent dels personatges i de les seqüeles, ens agradaria aprofitar aquesta oportunitat per presentar cinc nous i excitants jocs per GameCube». | » |
| — Lloc web oficial de Capcom., | |   |

Amb la GameCube, Nintendo va intentar recuperar desenvolupadors third-party i anivellar-se amb la seva competència, PlayStation 2 de Sony, doncs va introduir jocs en format de disc i un maquinari de gran abast. No obstant això, després del seu primer any de llançament, Nintendo només va vendre 4,7 milions de consoles. Davant les lànguides vendes, Capcom va dur a terme una conferència de premsa inesperada al Japó al novembre de 2002, en la qual va anunciar la producció de cinc nous títols per a la plataforma GameCube: P.N.03, Viewtiful Joe, Dead Phoenix, Resident Evil 4, i Killer7. Els jocs es desenvoluparien en un equip intern de Capcom, Capcom Production Studio 4, amb Shinji Mikami –el creador de la sèrie Resident Evil– treballant com a supervisor general del projecte; l'única excepció va ser Killer7, la producció de la qual es va realitzar en Grasshopper Manufacture i va comptar amb Mikami com coescriptor juntament amb Goichi Sua, conegut principalment pel seu àlies «Sua51». Després que s'exigissin més aclariments sobre l'exclusivitat en la consola, un representant de Capcom USA va confirmar el que es va dir, afegint que els executius de Capcom tenien l'esperança d'incrementar les vendes i millorar la reputació de la GameCube. Així mateix, una declaració en el seu lloc web va acompanyar l'argument. No obstant això, poc després Capcom USA va rescindir la seva confirmació doncs s'havia presentat un malentès amb la seva empresa matriu. D'aquesta manera van aclarir que únicament Resident Evil 4 constituiria l'exclusiu de la GameCube.

## Videojocs

### P.N.03
P.N.03 és un videojoc de trets en tercera persona amb temàtica de ciència-ficció que es va publicar el 27 de març de 2003 al Japó. La història del joc relata les aventures de la protagonista Vanessa Z. Schneider, una mercenària que posseeix nombroses habilitats i duu a terme diverses batalles contra un exèrcit dissident de robots. El joc va adoptar el sobrenom de «Jaguar» en els temps del seu desenvolupament a causa del complex moviment i agilitat de Vanessa. Com a director, Mikami va tractar de diferenciar-se de Devil May Cry –videojoc en el qual va col·laborar com a productor– en afegir maniobres defensives i evasives. Donada aquesta intenció i el temps limitat de producció, les pistoles de Vanessa van ser reemplaçades per boles d'energia que aquesta dispara gràcies a un sistema que es troba en el palmell de les seves mans. Després del seu llançament, els crítics van retreure la curta durada del joc, a més de que a la seva consideració els controls resultaven «lents». A Metacritic, un recopilador de ressenyes, el videojoc va obtenir una puntuació de 63 sobre 100. Mikami es va mostrar insatisfet amb el producte final, manifestant el seu desig d'haver dedicat «molt més» temps en el seu desenvolupament. P.N.03 va romandre com l'únic joc dels cinc a ser una exclusivitat de GameCube.

### Viewtiful Joe
Viewtiful Joe és un videojoc de acció, plataformes i desplaçament lateral en 2.5D que va debutar en GameCube el 26 de juny de 2003. El protagonista epònim simbolitza una paròdia de superherois tokusatsu i a partir de les seves vivències es narra com intenta rescatar a la seva núvia, que ha estat raptada a «Movieland» per un grup de superdolents coneguts com a «Jadow». Per completar la seva travessia, Joe ha d'utilitzar les seves «Viewtiful Effects Powers», poders basats en trucs de càmera i efectes especials empleats al cinema. Entre aquests últims calen esmentar «Slow», que efectua un temps bala; «Mach Speed», que li permet a Joe atacar a tots els enemics del seu abast amb les seves imatges incidentals; i «Zoom In», que altera la perspectiva a una de càmera en primer pla i desbloqueja atacs especials. Pel que fa al desenvolupament intern, Capcom va tractar el joc com un «projecte enfocat en el staff» amb l'objectiu d'incrementar les habilitats del director Hideki Kamiya.
La puntuació de 93 que va rebre en Metacritic i els premis de «Joc de l'any» de la GameCube que li van concedir nombroses publicacions com IGN i USA Today el situen com un dels videojocs del seu gènere més llorejats de la dècada de 2000. En el que concerneix l'acolliment comercial, les 100.000 còpies de les quals es va constituir el seu tiratge inicial es van esgotar, venent finalment un total de 275.000 unitats. El productor del joc, Atsushi Inaba, va catalogar el joc com un rotund èxit i, com va declarar, va aconseguir els objectius que s'havia proposat: entrenar a l'equip de desenvolupament, fer-se d'un petit pressupost, i vendre bé. D'altra banda, els registres van ser menors que les prèvies estimacions de Capcom, situació que va obligar a l'empresa realitzar una adaptació de Viewtiful Joe per la PlayStation 2 el 2004, la qual va incorporar nous elements en el sistema de joc. Aquesta versió va vendre 46.000 còpies amb una puntuació lleugerament menor a Metacritic (90) en part a la desacceleració en el procés del porting i a la falta d'escaneig progressiu.

### Dead Phoenix
Dead Phoenix estava destinat a ser un shoot 'em up amb gràfics 3D la història de la qual encapçalaria un personatge que tindria l'habilitat de volar i que portaria el nom de Phoenix («Fènix» en català). Basant-se en imatges d'un tràiler del joc, els editors d'IGN van comparar la interactivitat amb Panzer Dragoon, videojoc del mateix gènere que havia estat llançat el 1995. Els jugadors tindrien la capacitat de controlar a un home amb ales mentre aquest vola disparant a molts enemics, amb l'ajuda d'aliats a peu. En l'anunci inicial de Capcom es va descriure l'ambient com una ciutat flotant mitològica repleta de monstres i dracs. En una de les edicions de la revista Game Informer de 2003 es revelava que un llançament al Japó estava programat a mitjan d'aquest any. Després de diverses polèmiques sobre el possible cessament de la producció del joc, Capcom va manifestar en una conferència de premsa, previ a la convenció Electronic Entertainment Expo (E3) de 2003, que el joc encara es trobava en etapa de desenvolupament. IGN va especular que probablement s'havia redissenyat com un nou títol de Kid Icarus, prenent com a referència el fet que Nintendo, al començament dels anys 2000, tendís a atorgar la llicència de diverses de les seves franquícies a third parties. La seva producció va arribar a la seva fi a l'agost de 2003 després de no comparèixer en l'E3 del mateix any.

### Resident Evil 4
Resident Evil 4 és un shooter en tercera persona de terror de supervivència el llançament de la qual es va produir l'11 de gener de 2005 als Estats Units i el 27 del mateix mes al Japó. En la història d'aquest lliurament, la filla del President dels Estats Units és segrestada per una secta religiosa d'un llogaret rural hispanoparlant d'Europa. Davant la situació, els usuaris prenen el rol del personatge fictici Leon S. Kennedy, un agent del Servei Secret dels Estats Units a qui se li encomana rescatar a la noia de les mans de l'organització, la qual escampa un paràsit de control mental sobre els vilatans amb el propòsit de convertir-los en assassins violents. El concepte del joc va sofrir molts canvis durant el llarg procés del seu desenvolupament. En aquest sentit, l'equip de producció va crear i va descartar quatre prototips abans d'establir el producte final. Un dels prototips va resultar d'una versió supervisada per Hideki Kamiya que posteriorment va derivar en el primer lliurament de la sèrie Devil May Cry. El director del joc, Mikami, no va obeir la fórmula tradicional de Resident Evil. En efecte, el sistema de joc resultant de la cinquena i última versió va distar de la resta dels jocs de la sèrie doncs empra una perspectiva a dalt de les espatlles del protagonista i fa més recalcament en l'acció i el combat.
Els representants de Capcom tenien planejat que Resident Evil 4 fos l'únic joc del conjunt que mantingués la seva exclusivitat per la Gamecube; Mikami va indicar que es «tallaria el seu propi cap» (terme col·loquial japonès per referir-se al renunciament d'un treball) en cas que el joc es traspassés a una altra plataforma. El març de 2005, contrari a les seves afirmacions anteriors, Capcom va revelar que treballaven en una nova versió del joc per la PlayStation 2 i que la mateixa sortiria a la venda nou mesos després del llançament de GameCube. Això en resposta a la pressió per part d'usuaris i accionistes. L'anunci sorpresa va enfosquir el rendiment comercial del títol per GameCube, el qual va consistir en 1,6 milions de còpies venudes, a diferència de l'adaptació que es va realitzar per PlayStation 2, les vendes de la qual van excedir les 2 milions. Mikami va expressar les seves disculpes als afeccionats de la consola de Nintendo sobre no haver complert la seva promesa sobre l'exclusivitat en la consola. Malgrat els conflictes societaris, el joc va rebre una resposta crítica molt positiva; sobre aquest tema, Metacritic conclou que avaluacions efectuades per diverses publicacions es resumeixen en una mitjana de 96 com a puntuació final. El videojoc es va fer creditor d'una considerable quantitat de premis de la categoria «Joc de l'any» en diverses cerimònies de 2005, a més de que des de la seva estrena freqüentment s'inclou en les llistes dels millors videojocs de tots els temps.

### Killer7
Killer7, llançat el 9 de juny de 2005, és un videojoc d'acció-aventura amb elements de shooters en primera persona. A diferència de la resta dels títols dels quals va constituir el projecte, aquest va ser produït en els estudis Grasshopper Manufacture sota la direcció de Sua51. En el joc els usuaris controlen a un grup de botxins que al mateix temps són una encarnació d'un semidéu anomenat Harman Smith. L'esquema de control enquadra dins del gènere «Rail shooter», en primer lloc, limita la capacitat del jugador de moure's per la pantalla mentre se segueix una ruta específica, i, en segon, el combat és possible solament en estat estacionari amb una perspectiva en primera persona. Els desenvolupadors van implementar el sistema de joc com una forma de desconstrucció de mecàniques de control convencionals, i no ho van acabar de dissenyar sinó fins a finals del desenvolupament, atès que Sua51 es va enfocar a invertir la majoria dels recursos en l'argument i en l'aspecte visual. Es van presentar diversos retards, dels quals l'últim hi havia l'ideal de llançar el videojoc el 7 de juliol (7/7) als Estats Units.
Killer7 va debutar simultàniament en diverses plataformes i els crítics ho van rebre amb diferents opinions. Alguns crítics van elogiar el joc per la complexitat de l'argument negre, embolica un conflicte entre el Japó i els Estats Units, mentre que d'altres el van titllar de confús i incomprensible. D'una forma similar, l'esquema de control va ser durament criticat i per altres defensat, comparant-se-li amb Myst, Snatcher, i d'altres jocs d'aventura de la «vella era». Malgrat obtenir 74 de puntuació a Metacritic, Killer7 va rebre honors per part de diverses publicacions de la indústria dels videojocs en els seus premis del terme de l'any. Així, el joc va ser nominat en categories com a «Millor història», «Millor disseny artístic», i «Disseny més innovador». No obstant això, el tema central va ser el reconeixement de l'estatus de Killer7 com un joc de culte amb atractiu limitat. IGN el va nomenar el «Millor videojoc que ningú va jugar» i Kristan Reed d'Eurogamer que era «un joc conceptual, d'art casolà, simple, amb una bellesa extraordinària, però que certament no el jugaria tothom».

## Impacte

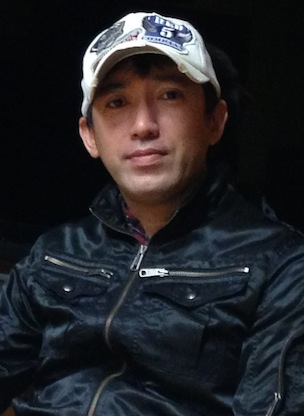
Shinji Mikami va deixar Capcom el 2006 després que la companyia tanqués Clover Studio, que va desenvolupar Viewtiful Joe 2.

### A Capcom
La revelació del projecte «Capcom Five» es va donar precisament quan Nintendo lluitava per la seva nova consola, amb l'objectiu aparent de recolzar al sistema recentment estrenat. No obstant això, cada successiu llançament va reforçar la idea de Capcom que la GameCube no era una plataforma tan fructífera en concepte d'èxit comercial; per això, van adaptar tres dels cinc videojocs a la competència de Nintendo, la PlayStation 2 de Sony. La qualitat d'aquestes versions va ser, en terme generals, menor: molts crítics van apuntar la presència de problemes d'alentiment i un aspecte gràfic amb menor resolució. Del projecte en conjunt, quatre jocs es van oferir a la venda i solament un d'aquests es va mantenir exclusiu de GameCube: P.N.03, i no Resident Evil 4 com Capcom havia emfatitzat en diverses conferències de premsa. Els posseïdors de GameCube i altres fanàtics de Nintendo es van decebre per com «Capcom Five» va errar a millorar la reputació i vendes de la consola. Luke Plunkett, de Kotaku, va assenyalar que malgrat les millors intencions, els cinc de Capcom, encara en el seu màxim potencial, no haguessin funcionat donat el fracàs de la GameCube en la «guerra de consoles» d'aquesta generació.
Capcom va descobrir una sèrie d'aprenentatges de negocis arran de la seva experiència en el desenvolupament i llançament del conjunt. El primer va ser a enfocar-se en llançaments multiplataformes. El segon punt era que Capcom requeria de més eficiència amb el desenvolupament dels seus productes. Previ a la publicació dels cinc videojocs, l'empresa va estimar pèrdues de fins a 103 milions USD en l'any fiscal de 2002, associades en gran part a les poques vendes i períodes de desenvolupament d'àmplia durada, però eventualment les xifres reals llançaven com a resultats 163 milions USD. Resident Evil 4 va ser el perfecte exemple d'aquest incident, doncs la seva producció va donar començament el 1999 i va travessar quatre versions descartades pels dissenyadors perquè el llançament es donés el 2005. La tercera lliçó era focalitzar-se en franquícies ja erigides en lloc de crear noves; Resident Evil 4, a diferència dels altres jocs, va tenir un èxit comercial absolut i era l'únic dels cinc a estar basat en una propietat existent. A saber, el desenvolupament de Viewtiful Joe 2 va iniciar poc després que Viewtiful Joe es posés en venda i es va completar tan sol un any més tard. L'agenda tan fatigada es va traduir en la poca disposició de temps de l'equip com per implementar tots els elements que anhelaven, com un mode cooperatiu de joc. Viewtiful Joe 2 va debutar tant a GameCube com a PlayStation 2 per difondre's en una major audiència i fer factible l'augment de la seva rendibilitat.
Per facilitar el desenvolupament de Viewtiful Joe 2, Capcom va convertir el «Equip Viewtiful» en Clover Studio, un estudi de producció semiautònom que s'enfocaria a crear propietats intel·lectuals (IPs). La separació es va deure també al llançament de Resident Evil 4 a PlayStation 2, que va causar tensions significatives entre Capcom i Mikami, ja que prèviament havia repetit en diverses ocasions el seu desig que el joc fos exclusiu per la GameCube. Però, l'estudi únicament va crear dos IPs abans que Capcom el clausurés a finals de 2006, fet que causaria les renúncies d'Atsushi Inaba, Hideki Kamiya i Shinji Mikami. Les anteriors van ser part d'una sèrie de renúncies per part de desenvolupadors d'alt perfil de Capcom, entre els quals s'inclouen Yoshiki Okamoto, el 2003, i Keiji Inafune, el 2010. Els ex-treballadors de Capcom van manifestar que la gestió empresarial de la companyia era reticent i que s'oposava a noves idees de risc, una queixa compartida per Keiji Inafune. Així, tots ells van fundar PlatinumGames amb membres del seu antic estudi. El 2008, van anunciar el projecte «Platinum Three», referent als videojocs MadWorld, Infinite Space i Bayonetta, que prendria l'inicial esperit ambiciós i creatiu de «Capcom Five» com a eix.

### A la indústria
Sense considerar a Capcom, Killer7 va servir com a punt de partida per a Sua51 i el seu estudi, Grasshopper Manufacture, per consolidar-se com un equip professional en la indústria dels videojocs. Amb Capcom com a distribuïdor, Killer7 va ser el primer dels seus jocs a publicar-se mundialment i no només al Japó. Mentre que les seves vendes no complien amb els estàndards de Capcom, l'èxit de culte del joc es va traduir en la decisió del director de reeditar dos de les seves creacions que solament estaven disponibles al Japó, The Silver Case i Flower, Sun, and Rain, amb la voluntat d'estrenar-se a l'occident. El seu debut com a dissenyador professional li va permetre així mateix que No More Heroes, joc que va produir, transcendís tant crítica com comercialment. Igualment, No More Heroes va servir com a base per tornar notori el perfil de Sua51 com un director de videojocs auteur. Poc després treballaria amb Shinji Mikami, de nou compte, a Shadows of the Damned.
Si bé el projecte va resultar un relatiu fracàs, el conjunt dels cinc de Capcom eventualment va impactar de forma influent en el disseny de videojocs posteriors. Després d'experimentar una manera de joc d'acció a P.N.03, Mikami va invertir el seu aprenentatge a Vanquish, videojoc estrenat el 2010 que va evolucionar i va refinar el sistema de joc anterior. D'altra banda, Adam Sorice, de Nintendojo, va suggerir que el repartiment femení estereotípicament sexy de P.N.03 va tenir conseqüències lamentables per a l'equitat de gènere dels videojocs, una controvèrsia freqüent que han expressat analistes del corresponent sector. L'arma de precisió amb làser que utilitza el personatge de Leon s'ha manifestat d'una forma similar a Dead Space i Grand Theft Auto, a manera d'alternativa per «fixar» a l'objectiu. En parlar en un concepte més general, resulta destacable esmentar que Resident Evil 4 va utilitzar convencions de terror de supervivència una miqueta fos del context establert en els primers lliuraments de Resident Evil. Certs crítics van jutjar al joc per fer cas nul de l'essència del gènere al qual pertanyia, després d'adoptar un major èmfasi en l'acció i el combat. Després de la iniciativa emprada a Resident Evil 4, diversos videojocs de terror dels últims anys han optat per un sistema més tendint a l'acció, com són Silent Hill: Homecoming i Alone in the Dark.

### A Nintendo
En canvi, per Nintendo, la pèrdua de l'exclusivitat del projecte en GameCube –especialment de Resident Evil 4– es va convertir en una traïció que va dificultar les seves relacions amb Capcom durant diversos anys. Després d'aquest suport per part de l'última, la GameCube va vendre 22 milions d'unitats durant la seva estada al mercat, menys que les 33 milions de còpies de la Nintendo 64 –sistema que va precedir la GameCube– i només una fracció de les 150 milions que la seva competència PlayStation 2 va adquirir. Malgrat que Resident Evil 4 efectivament es va adaptar a una altra consola de Nintendo, Wii el 2007, va rebre així mateix un rellançament en alta definició a la PlayStation 3 i Xbox 360 el 2011. Super Smash Bros. Brawl és un crossover ficcional que es va publicar el 2008, la interactivitat del qual incloïa personatges de les empreses Konami i Sega amb el propòsit d'aconseguir vendes fulminants. Kotaku va dir en el seu moment que Nintendo havia refusat incorporar un personatge de Capcom en aquest títol, com a resultat directe del llançament multiplataforma de Resident Evil 4.
Per la seva banda, amb la Wii, Nintendo es va instituir com una empresa comercialment reeixida malgrat la seva contínua falta de suport per part de desenvolupadors third-party. La Wii havia pres com a base en la seva majoria títols first-party per vendre els seus sistemes solament fins a 2009, quan el desenvolupament intern no era capaç de seguir el ritme de la demanda de nou material. D'aquesta manera les vendes van decaure, per la qual cosa a partir d'allò Nintendo s'ha centrat en l'atracció de third-parties. Amb les seves noves consoles Wii U i Nintendo 3DS, Nintendo ha procurat enganxar equips d'estudi externs en un període primerenc per evadir l'esdevingut per la Wii, i reclamar el suport de third-parties del que va gaudir en les eres de la NES i SNES.